# Колумбус (Миссисипи)
Колумбус (англ.  Columbus ) — город и административный центр округа Лаундс в штате Миссисипи США.

## Описание
Административный центр округа Лаундс с 1830 года. Находится в восточной части Миссисипи, на реке Томбигби, примерно в 90 милях (145 км) к северу от города Меридиана, недалеко от границы с Алабамой. Основанный как торговый пост (1817 г.), он был известен до 1821 года как Поссум-Таун. В 1822 или 1823 году Коттон-Плант впервые пришвартовался в Колумбусе, став первым пароходом, плававшим по верховьям реки Томбигби. Во время Гражданской войны в США конфедераты содержали большой арсенал в городе, который служил временной столицей штата, когда город Джексон пал под натиском войск Союза в 1863 году. Колумбус — одно из многих мест, о которых утверждают, что именно здесь зародилось празднование Дня памяти, впервые отпраздновав его (тогда известный как День украшения) на кладбище Дружбы 25 апреля 1866 года, с чествованием как погибших конфедератов, так и погибших союзников. В Колумбусе сохранилось много домов довоенной постройки, которые можно посетить во время ежегодного весеннего паломничества.
Колумбус является важным торговым центром для окружающего сельскохозяйственного региона. Управление по развитию водного пути Теннесси-Томбигби (1958 г.) находится в Колумбусе. Университет Миссисипи для женщин возник там в 1884 году как Промышленный институт и колледж (первый американский колледж для женщин, поддерживаемый государством), а городская Академия Франклина (1821 г.) была первой бесплатной государственной школой в Миссисипи. Драматург Теннесси Уильямс родился (1911 г.) в Колумбусе, и его дом сохранился. Инкорпорирован, таун с 1821 года; сити с 1884 года. Население в 2000 году — 25 944; в 2010 году — 23 640 жителей.

## Население
| 2008   | 2010    | 2020    |
| ------ | ------- | ------- |
| 23 798 | ↘23 640 | ↗24 084 |